# Petropavlivka, Novomîkolaiivka
Petropavlivka (în ucraineană Петропавлівка) este un sat în comuna Pidhirne din raionul Novomîkolaiivka, regiunea Zaporijjea, Ucraina.

## Demografie
Componența lingvistică a localității Petropavlivka
     Ucraineană (89,29%)
     Rusă (10,71%)
Conform recensământului din 2001, majoritatea populației localității Petropavlivka era vorbitoare de ucraineană (89,29%), existând în minoritate și vorbitori de rusă (10,71%).